# Kiwi plamisty
Kiwi plamisty (Apteryx maxima) – gatunek nielotnego ptaka z rodziny kiwi (Apterygidae). Zasiedla północną część Wyspy Południowej w Nowej Zelandii; gatunek endemiczny. Jest narażony na wyginięcie. Samce są nieco mniejsze niż samice.

## Taksonomia
Gatunek po raz pierwszy zgodnie z zasadami nazewnictwa binominalnego opisali w 1861 roku angielski zoolog Philip Lutley Sclater i niemiecko-austriacki geolog Ferdinand von Hochstetter, nadając mu nazwę Apteryx maxima. Miejsce typowe to Wyspa Południowa w Nowej Zelandii. Do 2021 roku na oznaczenie tego gatunku używano nazwy Apteryx haastii ukutej przez Thomasa Henry’ego Pottsa w 1872 roku; jednak analizy oparte na danych genetycznych przeprowadzone w 2021 roku przez Shepherd i współpracowników wykazały, że opis A. haastii bazował na dwóch osobnikach (syntypy CM AV2828 i CM AV2829) będących mieszańcami dwóch różnych gatunków – A. rowi z A. owenii i nie reprezentuje tego, co jest dziś powszechnie znane jako „kiwi plamisty”. Wobec powyższego następną dostępną nazwą dla tego taksonu była nazwa Apteryx maxima, która w 2003 roku została uznana za nomen oblitum; analizy wykonane przez Shepherd i współpracowników wykazały, że holotyp A. maxima nie jest mieszańcem i jest przedstawicielem gatunku znanego dziś jako „kiwi plamisty”, dlatego nazwa została wskrzeszona zgodnie z artykułem 23.3.5 Międzynarodowej Komisji Nomenklatury Zoologicznej (ICZN).

### Etymologia
- Apteryx: gr. negatywny przedrostek  α- a- „bez, brak”; πτερυξ pterux, πτερυγος pterugos „skrzydło”[7].
- maxima: łac. maximus „największy”, stopień wyższy od magnus „wielki”[8].

## Charakterystyka
Długość ciała 50–60 cm, dzioba samic 125–135 mm, samców 90–100 mm; masa ciała samic 1530–3270 g, samców 1215–2610 g. Całe upierzenie szare, z czarnymi, dużymi plamami (stąd nazwa). Dziób jest żółtoszary, nogi czarne. Ma nozdrza na końcu dzioba (tak jak inne kiwi). Ma 3 palce.

## Występowanie i ochrona

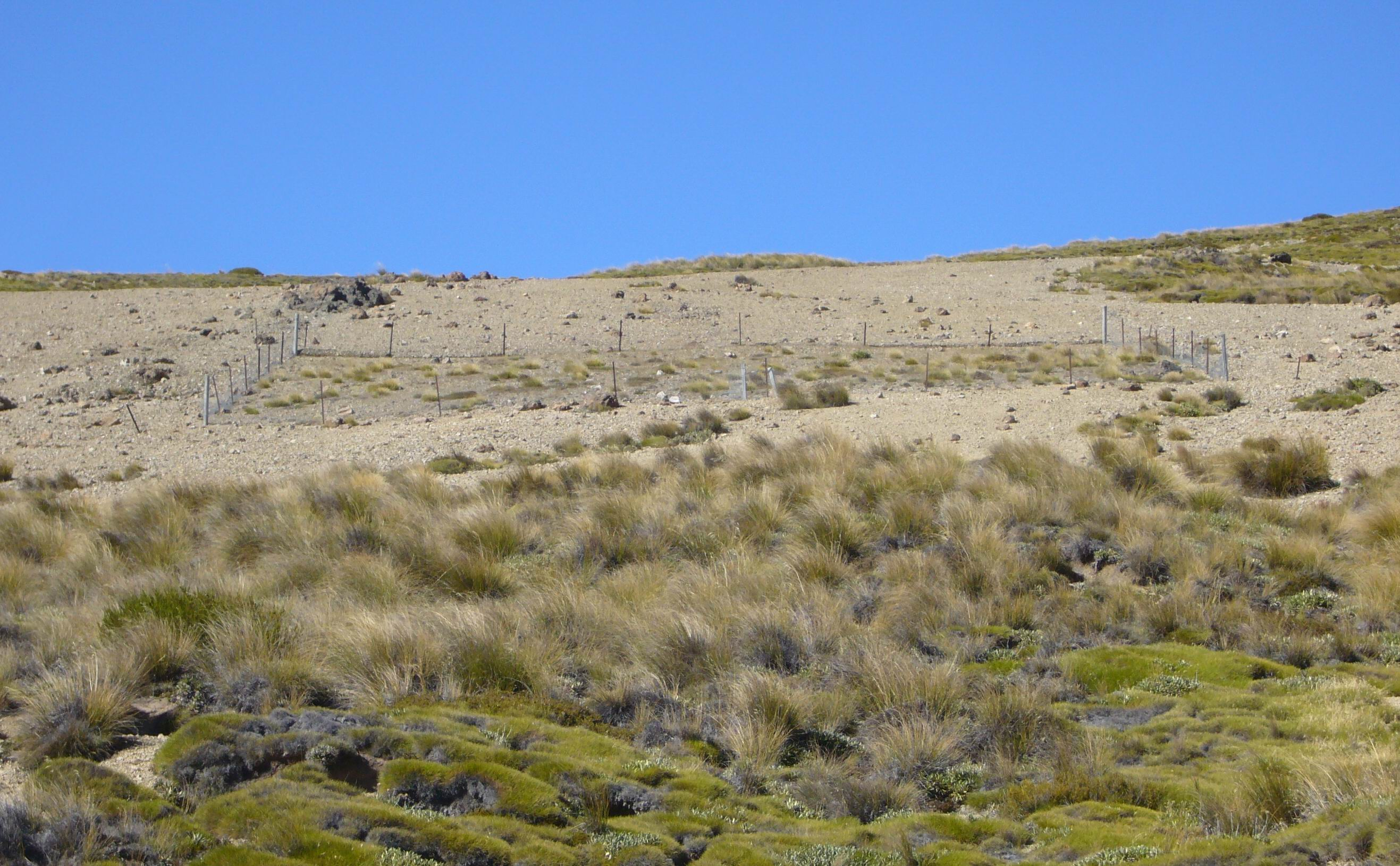
Tu może zamieszkać kiwi plamisty

Dawniej był spotykany niemal na całej Wyspie Południowej, teraz ograniczył się do trzech lokalizacji w północnej części wyspy. Zasiedla wyżej położone tereny. Populacje są od północno-zachodniej Nelson do Buller River, na północno-zachodnim wybrzeżu oraz Paparoa Range, jak również na Lake Rotoiti i Little Barrier Island. Często się przemieszczają, są w innym miejscu każdego dnia. Ich siedliska mieszczą się między poziomem morza a 1500 m n.p.m., ale większość koncentruje się w zakresie od 700–1100 m, w subalpejskich strefach. Żyją w murawach, zaroślach, na pastwiskach i w lasach.

### Ochrona
Liczebność kiwi plamistego spadła, gdy pierwsi europejscy osadnicy przybyli na Nową Zelandię. Przed ich przybyciem mogło żyć aż 12 milionów tych ptaków. Osadnicy przywieźli ze sobą fretki domowe, świnie, koty i łasice, co doprowadziło do obniżenia przeżywalności piskląt do 5%. W ciągu ostatnich 45 lat populacja spadła o 43%, a o 90% zmniejszyła się od 1900 roku. Zasięg jego występowania to około 15 900 km², a liczbę przedstawicieli tego gatunku ocenia się na 14 500 dorosłych. Ta liczba zmniejsza się o około 5,8% rocznie.

## Lęgi
Samice kiwi plamistego posiadają 2 jajniki, w odróżnieniu od innych ptaków. „Związek” jest monogamiczny, może trwać przynajmniej 2–3 sezony lęgowe, a nawet przez całe życie. Samica znosi jedno jajo w sezonie lęgowym, nosi je w sobie przez blisko miesiąc. Jajo osiąga zwykle 20–25% masy ciała samicy. Żółtko stanowi 65% objętości jaja (u większości ptaków 35-40%). Ze względu na dużą objętość jaja samica przestaje w ostatnich dniach przed zniesieniem jeść i wykorzystuje zapas tkanki tłuszczowej nagromadzony w poprzednich miesiącach. Duży rozmiar jaja sprawia, że jego noszenie jest uciążliwe i bolesne dla samicy oraz ogranicza swobodę ruchów. Aby złagodzić stany zapalne i dyskomfort spowodowany „ciążą”, samica często opuszcza norę i moczy kuper w chłodnej kałuży. Wysiadywanie trwa 75–85 dni i należy do najdłuższych wśród wszystkich ptaków. Gdy samiec wysiaduje, jego partnerka pilnuje gniazda. Kiedy samiec wychodzi na polowanie, samica przejmuje wysiadywanie. Samo wykluwanie się pisklęcia z jaja trwa 2–3 dni. Rodzice porzucają pisklę po wykluciu. Pisklę kluje się w pełni opierzone, w ciągu dziesięciu dni od wyklucia pisklę zaczyna opuszczać norę, by samemu zdobywać pożywienie. Samce osiągają dojrzałość płciową w wieku najwcześniej 14 miesięcy, samice po dwóch latach. Osiągają pełną wielkość w wieku 6 lat. Jednak większość piskląt ginie przez pierwsze 6 miesięcy, padając ofiarą drapieżników.

## Pożywienie
Wyruszają na poszukiwanie pokarmu min. pół godziny po zachodzie słońca. Jedzą owady, ślimaki, pająki, dżdżownice, raki, opadłe owoce i jagody. Swoim czułym węchem szukają też stworzeń podziemnych, a następnie wsadzają dziób do ziemi, szukając ich. Połykają małe kamienie, które pomagają im w trawieniu (gastrolity).

## Zachowanie
Żeruje w nocy. W dzień zwykle przebywa w wykopanych przez siebie norach. Jest silnym ptakiem, więc w razie zagrożenia może odeprzeć atak kota, fretki domowej (zbiegłej z domu), łasicy. Jednak pies jest w stanie zabić kiwi plamistego.